# 博內鱗鰭石首魚
博內鱗鰭石首魚為輻鰭魚綱鱸形目鱸亞目石首魚科的其中一種，分布南美洲烏拉圭及巴拉圭的巴拉圭河流域，體長可達22.6公分，棲息在溪流，可做為食用魚。